# إيكشكيل
إيكشكيل (بالإنجليزية: Ikšķile)‏ هي منطقة سكنية تقع في لاتفيا في لاتفيا. يقدر عدد سكانها بـ 8,331 نسمة ومساحتها 2.2 كم2 .